# Carl Frederik Krabbe (1858-1920)
 Der er flere personer med dette navn, se Carl Frederik Krabbe.
Carl Frederik Krabbe (født 15. august 1858 i Slesvig by, død7. september 1920) var en dansk officer, far til Oluf Krabbe.
Han var søn af kaptajn Oluf Justus Krabbe (1830-1891) og Johanne Christine født Christensen og sønnesøn af major Carl Frederik Krabbe (1793-1849), der faldt i slaget ved Fredericia. Som kaptajn og depotkommandør ved 5. regiment blev han 30. januar 1901 ridder af Dannebrog. Senere steg han til generalmajor.
18. maj 1898 ægtede han i København Hedevig Fanny Sander (født 18. februar 1872 i København).